# Javestre
Javestre (llamada oficialmente San Cristovo de Xavestre) es una parroquia española del municipio de Trazo, en la provincia de La Coruña, Galicia.

## Entidades de población
Entidades de población que forman parte de la parroquia:
- Abelaíño (O Abelaíño)
- A Aldea de Xavestre (Xavestre)
- A Chonia
- A Cruz
- Agro do Mestre (O Agro do Mestre)
- Albar
- A Noia
- A Parola
- A Piña
- A Sartaíña
- Longarela
- Merelle
- O Combel de Abaixo
- O Combel de Arriba
- Oa
- O Agrochoco
- O Piñeiro
- Pontealbar (A Pontealbar)
- Tarrío
- Vixou de Abaixo
- Vixou de Arriba
- Xixirei

## Demografía
| Gráfica de evolución demográfica de Javestre entre 2000 y 2019 |
|                                                                |
| Datos según el nomenclátor publicado por el INE.               |

## Patrimonio
Cuenta con una iglesia llamada de "San Cristovo de Xavestre", es de estilo barroco, del siglo XVII: formado por una nave de planta rectangular, con una cubierta a dos aguas. Cuenta también con un campanario y dos escaleras de acceso, con balaustradas decoradas con placas.

## Festividades
Javestre cuenta con una fiesta patriarcal en conmemoración al día de San Cristóbal, que se celebra el 11 de julio.